# Горянщина
Горя́нщина —  село в Україні, у Диканській селищній громаді Полтавського району Полтавської області. Населення становить 24 осіб. До 2020 орган місцевого самоврядування — Водянобалківська сільська рада.

## Географія
Село Горянщина знаходиться на правому березі річки Вільхова Говтва, нижче за течією на відстані 1,5 км розташоване село Онацьки, на протилежному березі - село Водяна Балка. Річка в цьому місці пересихає.

## Історія
12 червня 2020 року, відповідно до розпорядження Кабінету Міністрів України № 721-р «Про визначення адміністративних центрів та затвердження територій територіальних громад Полтавської області», село увійшло до складу Диканської селищної громади.
19 липня 2020 року, в результаті адміністративно - територіальної реформи та ліквідації Диканського району, село увійшло до складу новоутвореного Полтавського району.